# José Antonio Caballero Campo Herrera
José Antonio Caballero Vicente Campo Caballero y Herrera (Aldeadávila de la Ribera, 4 de febrer de 1754 - Salamanca, 23 de febrer de 1821) va ser un noble i polític espanyol, II marquès de Caballero i ministre de Gràcia i Justícia (1798-1808).

## Biografia
Era fill de Pedro Antonio Caballero de las Heras i de María Caballero Herrera. Era net per línia paterna de Juan Caballero de las Heras i de Theresa Vicente Campo y Hernández, la seva tercera esposa, aquesta natural del Groo, poble de la comarca del Campo de Ledesma i per línia materna de Pedro Caballero del Pozo i de Lucía Herrera, naturals d'Aldeadávila.
Al seu poble es conserva la seva casa-palau. Va estudiar Lleis sn la Universitat de Salamanca i en 1788 es va casar amb una cambrera de la Princesa d'Astúries, la qual cosa li ajudaria en la seva carrera. Però va ser decisiu per a aquesta el suport del seu oncle el tinent general Jerónimo Manuel Caballero, ministre de la Guerra, gràcies a qui el 1797 va ser nomenat fiscal togat del Consell Suprem de Guerra, càrrec del que passaria a la Secretaria de Gracia i Justícia a l'any següent. En 1807, a la mort del seu oncle va heretar el títol de Marquès de Caballero. Aquest mateix any va elaborar el primer Pla general d'universitats. Es va casar diverses vegades i està retratat per Goya (Museu Lázaro Galdiano, Museu de Belles Arts de Budapest).
Va ser un personatge de gran habilitat i continuïtat política, poc conegut malgrat haver romàs al govern més anys que altres de més fama i la seva valoració política ens arriba tan sols a través dels seus enemics polítics, el que ha contribuït a la seva mala imatge. La veritat és que va gaudir successivament de la confiança de Carles IV i la reina, del futur Ferran VII i de Josep I Bonaparte, gairebé 25 anys al govern.
Intrigant i per a alguns reaccionari, va perseguir il·lustrats i reformistes, i va actuar en el procés incoat contra el Príncep D. Ferran en descobrir-se la conjura tramada per destronar Carles IV. Va col·laborar amb els partidaris del futur rei en el motí d'Aranjuez (1808), que va provocar l'abdicació de Carles IV. Encara que va cessar en la Secretaria a conseqüència del motí, Ferran VII el va nomenar governador del Consell d'Hisenda i membre del Consell d'Estat i del Consell Privat. Va donar suport a la expedició que va portar la vacuna de la verola a les possessions espanyoles a Amèrica i a Àsia.
Posteriorment va reconèixer Josep Bonaparte, qui el va nomenar conseller d'Estat, i va deixar Madrid després de la batalla de Bailén. Va continuar exercint càrrecs públics a Salamanca i Zamora. Bonaparte va comptar amb ell per a la creació del Codi Civil espanyol. Com que no cobrava un sou mensual, va ser recompensat amb 500.000 rals en cèdules hipotecàries i cristall de la Reial Fàbrica de Cristalls de la Granja.
Va seguir Josep Bonaparte a França (1814) després de la tornada de Ferran VII a la corona. En 1820, amb la constitució del Trienni Liberal, es va instal·lar de nou a Espanya. Va morir a Salamanca el 23 de febrer de 1821 en un palauet del que encara es veu l'escut al costat de la Plaça Major.
L'Arxiu Històric Nacional de Madrid conserva l'arxiu familiar d'aquest polític, adquirit a la família.